# Prix Marie-Bashkirtseff
Le prix Marie-Bashkirtseff a été fondé en 1885 par la mère de l'artiste peintre, au sein de la Société des artistes français en hommage à Marie Bashkirtseff. Il a pour but de récompenser un(e) artiste médaillé(e) la même année.

## Contexte
Prix annuel de quatre cent cinquante francs, fondé en 1885 par Madame Veuve Constantin Bashkirtseff, née Maria Babanine (1833-1920), en souvenir de sa fille Mlle Bashkirtseff, artiste peintre, qui sera décerné à un artiste peintre, femme ou homme, intéressant par sa situation et ayant obtenu au moins une mention l'année même, à l'Exposition annuelle des Beaux-Arts, dite Le Salon, faite par la Société des artistes français.

## Lauréats
- 1884 : Gaston Bussière (1)
- 1885 : Eugène Carrière
- 1886 : Achille Cesbron
- 1887 : Louis-Auguste Girardot
- 1888 : Jean Brunet
- 1889 : Marguerite Godin
- 1890 : Paulin Bertrand
- 1891 : Jean-Baptiste Duffaud
- 1892 : Charles Émile Bitte
- 1893 : Laura Leroux-Revault
- 1894 : Gaston Bussière (2)
- 1895 : Clémentine-Hélène Dufau
- 1896 : Marius Barthalot
- 1897 : Gustave Lemaître
- 1898 : Marius Roux-Renard
- 1899 : Marie Perrier
- 1900 : Joseph Marius Jean Avy
- 1901 : Louise Lavrut
- 1902 : Eugène Benjamin Selmy
- 1903 : Henry d'Estienne
- 1904 : Louis Antoine Leclercq
- 1905 : Léon Bellemont
- 1906 : Louise de Ladevèze-Cauchois
- 1907 : Gaston Balande
- 1908 : Léon Pierre Félix
- 1909 : Louis Belle
- 1910 : Léon Cassel
- 1911 : Jules Monge
- 1912 : Camille Bourget
- 1913 : Jules Joets
- 1914 : Georges Sauveur Maury
- 1915-1919 : -
- 1920 : Marthe Jouanne-Hugonet, Olga Slom, Nelson Dias, Charles-Louis-Eugène Signoret
- 1921 : Jeanne Alix, Charles Lupin
- 1921 : Benoît Benoni-Auran
- 1922 : Marguerite-Valentine Burdy
- 1923 : Ermen Parini
- 1924 : Paul Hubert Lepage
- 1925 : Julien Louis Tavernier
- 1926 : Maurice Robert Miniot
- 1927 : Madeleine Weill-Lestienne
- 1928 : Alice Denvil-Lupin (1)
- 1929 : Gabrielle Gruyer-Herbemont
- 1930 : Marthe Orant
- 1931 : Alice Denvil-Lupin (2)
- 1932 : Marie-Madeleine Descelers
- 1933 : Auguste Boucher
- 1934 : Irène Kalebdjian
- 1935 : Daniel Deparis
- 1936 : Pierre Robert Lucas
- 1937 : Pierre Bouey
- 1938 : Alphonse Vernier-Froidure
- 1939 : Jacques Fillacier
- 1940 : -
- 1941 : Alfred Jean Chagniot
- 1942 : Huu Bon Nguyen
- 1943 : Luc Lepetit
- 1944 : Alice Michaud (1)
- 1945 : Alice Michaud (2)
- 1948 : Juliane Hervé (1921-2006)
- 1949 : Charles Descoust
- 1952 : Serge Belloni
- 1979 : Gabrielle Bellocq